# Pornografia amatoriale

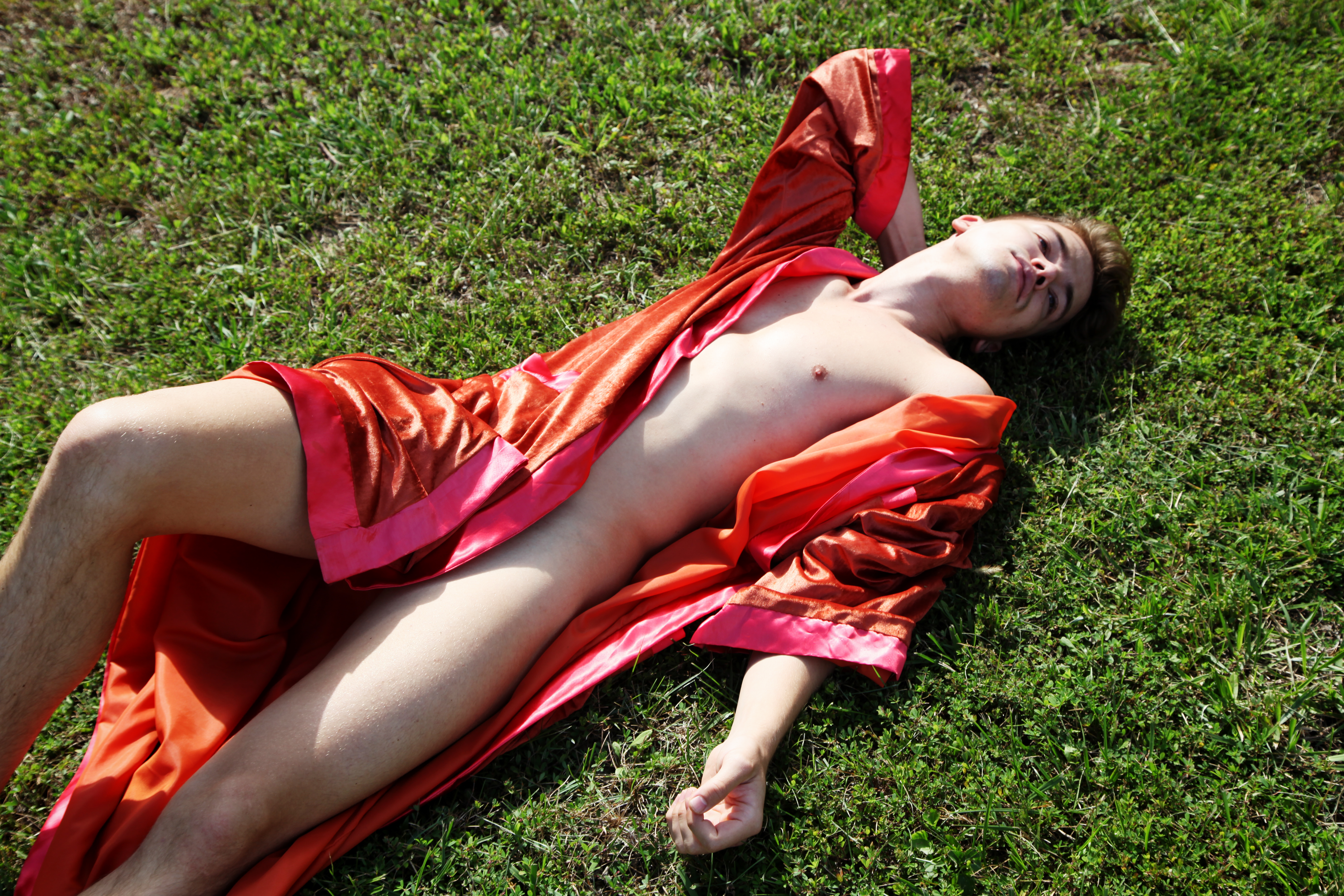
Esempio di una immagine pornografica amatoriale

La pornografia amatoriale è una categoria della pornografia caratterizzata dalla realizzazione di filmati eseguita in proprio da attori non pagati, spesso filmando atti sessuali spontanei e naturali di coppie. Negli ultimi anni si è assistito alla creazione di video professionali che cercano di imitare lo stile dei video amatoriali.

## Storia
L'introduzione di macchine fotografiche Polaroid nel 1960 ha permesso a dei veri appassionati di autoprodurre in proprio, senza la necessità di inviare a laboratori di stampa delle immagini senza incorrere in eventuali leggi sull'oscenità nonché preservando la propria privacy.
Uno dei più significativi incrementi alla fotografia amatoriale pornografica si deve all'avvento di internet, all'introduzione di scanner per immagini e macchine fotografiche digitali, ancora più recentemente a telefoni cellulari dotati di fotocamera.
Queste nuove tecnologie hanno permesso alle persone di catturare foto private e condividerle quasi istantaneamente, senza la necessità di passare per una distribuzione costosa, questo ha portato la movimentazione di sempre maggiori quantità di materiale. Si è sostenuto anche che l'era di Internet ha reso più socialmente accettabile la realizzazione e la diffusione della pornografia amatoriale. 
A partire dal 1990 immagini pornografiche sono state condivise e scambiate tramite servizi online come American Online. Siti di condivisione foto come Flickr e social networking come MySpace sono stati utilizzati anche per condividere fotografie pornografiche amatoriali, solitamente nudi artistici ma anche foto hardcore.
Un metodo più privato e controllabile di condivisione delle foto è stato possibile con sistemi quali Yahoo! o Google che permettono accessi limitati ai soli membri del gruppo registrato.